# Doeveren
Doeveren is een dorp  in de gemeente Heusden in de Nederlandse provincie Noord-Brabant. De dichtstbijzijnde stad is Waalwijk op zo'n 3 kilometer.
Tot 1923 behoorde Doeveren bij de gemeente Drongelen, Haagoort, Gansoijen en Doeveren, vanaf 1923 bij de toen vergrote gemeente Eethen. Probleem was dat het van de rest van de gemeente gescheiden was door de Bergsche Maas. Vanaf 1973 behoorde Doeveren bij de gemeente Heusden. Sindsdien vormde de Bergsche Maas ook de gemeentegrens. In 1997 werd de gemeente Heusden nog aanzienlijk uitgebreid.

## Bezienswaardigheden
- De Hervormde kerk, aan Dorpstraat 9, werd verwoest door oorlogsgeweld in 1944. In 1950 kwam een nieuwe kerk gereed. Deze is gebouwd met handgevormde baksteen en ligt op een terp. Het is een eenvoudig bakstenen gebouwtje met zadeldak en dakruiter.
- De Schans bij Doeveren is gelegen aan de Elshoutse Zeedijk nabij de Bovenlandse Sluis en diende ter verdediging van deze dijk en sluis. De grondvorm van de schans is nog aanwezig. Deze schans bestond reeds kort na 1504 en werd in de jaren 40 van de 18e eeuw uitgebreid. Ze werd in 1793 korte tijd door de Fransen bezet gehouden. Nadat ze in verval was geraakt werd ze in 1831 weer hersteld en ingezet tijdens de Belgische opstand. Omstreeks 1860 werd de schans verder vernieuwd en kreeg de zeshoekige vorm die ook in 2020 nog zichtbaar is. In 1862 kwam er nog een stenen gebouw op dat dienstdeed als munitiemagazijn en werkplaats, maar in 1886 verloor het zijn militaire functie.
- De Bovenlandse Sluis en de 1e en 2e Oudheusdense Sluis zijn rijksmonumenten die zich in of nabij de Elshoutse Zeedijk bevinden. Het waren zowel waterkerende als uitwaterende werken en stammen uit de 19e eeuw, hoewel voor die tijd wellicht ook sluizen aanwezig waren.

## Natuur en landschap
Doeveren ligt nabij de Bergsche Maas wat een gegraven Maasbedding is die in 1904 gereed kwam. Hierdoor werd Doeveren gescheiden van Genderen en Eethen, waar het bestuurlijk nauw mee verbonden was. Van Doeveren loopt de Elshoutse Zeedijk (= Zeggedijk) in de richting van Elshout, die omstreeks 1500 werd aangelegd om het land tegen het water van de Baardwijkse Overlaat te verdedigen. Langs deze dijk liggen de Elshoutse Wielen een overblijfsel van vroegere dijkdoorbraken. Ten oosten van deze dijk liggen de Hooibroeken.

## Met Doeveren verbonden personen
- Hendrik Scholte (1805-1868) was predikant te Doeveren en Genderen

## Nabijgelegen kernen
Waalwijk, Baardwijk, Elshout, Oudheusden, Heesbeen.
Dorpen: Doeveren · Drunen · Elshout · Haarsteeg · Hedikhuizen · Heesbeen · Herpt · Heusden · Nieuwkuijk · Oudheusden · Vlijmen

Buurtschappen en gehuchten: De Hoeven · Fellenoord · Giersbergen · Kuiksche Heide · Luttelherpt · Voordijk · Wolfshoek

Noord-Brabant: Steden en dorpen      Nederland: Provincies · Gemeenten